# 三花石乡
三花石乡是中国陕西省汉中市西乡县下辖的一个乡。

## 行政区划
三花石乡下辖以下行政区：
马家庄村、耳扒村、段家营村、回龙村、张柳村、七星坝村、大堰村、汉江村、檀树坪村